# I giocattoli della nostra infanzia
I giocattoli della nostra infanzia (The Toys That Made Us) è una serie documentaristica statunitense, prodotta da The Nacelle Company e distribuita su Netflix a partire dal 22 dicembre 2017.
Nel novembre del 2019, Netflix ha rilasciato una serie spin-off, I film della nostra infanzia, incentrata sullo sviluppo di film di successo.

## Trama
La serie si concentra sulla storia di importanti linee di giocattoli. 
Le linee di giocattoli oggetto di analisi sono: Star Wars, Barbie, He-Man, G.I. Joe, Star Trek, Transformers, LEGO, Hello Kitty, Tartarughe Ninja, Power Rangers, My Little Pony e WWE.

## Episodi
| Stagione         | Episodi | Pubblicazione USA | Pubblicazione Italia |
| ---------------- | ------- | ----------------- | -------------------- |
| Prima stagione   | 4       | 2017              | 2017                 |
| Seconda stagione | 4       | 2018              | 2018                 |
| Terza stagione   | 4       | 2019              | 2019                 |